# Тенор
Те́нор (устар. тено́р) — высокий певческий мужской голос. Самый высокий мужской грудной голос: контратеноры, поющие ещё выше, прибегают к головному регистру. Теноровый диапазон (тесситура) в сольных партиях — от ноты «до» малой октавы до ноты «до» второй октавы (130,8—523,2 Гц), а в хоровых партиях — до ноты «ля» первой октавы. 

## Границы диапазона
Особую красоту тенорового голоса представляет верхний регистр. Со времени Жильбера Дюпре (1831) публика ждёт от тенора «королевских» нот — знаменитого высокого «до» (так называемое «верхнее до», или «до второй октавы»). И хотя отдельное звучание ноты не самоцель, тенор без верхов или со слабыми верхами не может быть солистом — в лучшем случае он годен для хора, если у него сохранился фальцет. 
Лишь некоторые теноровые партии стандартного оперного репертуара прямо предусматривают это «теноровое до» (C5, на октаву выше среднего «до»). Так, множество верхних «до» требуется исполнить тенору в арии Ah! mes amis из «Дочери полка» Доницетти. В оперной практике значительная часть таких нот либо является опциональной (например, в арии Che gelida manina из оперы «Богема»), либо добавляется по традиции (как в арии Di quella pira из оперы «Трубадур»). 
Самая высокая обязательная нота в стандартном теноровом репертуаре — верхнее «ре» (D5), встречающееся в арии Mes amis, écoutez l’histoire из оперы Адана «Почтальон из Лонжюмо» и в арии Loin de son amie из оперы Галеви «Жидовка». В репертуаре лёгкого тенора, впрочем, встречается и нота фа⁵ (партия Артура в ансамбле Credeasi, misera из оперы «Пуритане»). Из-за повышения камертона со времени написания этих произведений лишь немногие тенора исполняют такие партии без транспонирования или использования фальцета.
В опере самая низкая нота в стандартном теноровом репертуаре обычно определяется как B♭2. Однако партия Родриго (написанная для баритенора А. Нодзари) в редко исполняемой опере Россини «Дева озера» обозначена как теноровая, но требует ноты A♭2. Если рассматривать стандартный оперный репертуар, то теноровые партии Миме («Кольцо нибелунга») и Ирода («Саломея») требуют весьма низкой ноты A2.

## История
В оперном искусстве тенор выдвинулся на первый план после того, как была запрещена кастрация будущих певцов и со сцены стали сходить певцы-кастраты, исполнявшие в XVII и XVIII веках партии героев. Впрочем, теноры были востребованы ещё до того, как наступил золотой век кастратов: известно, что в «Орфее» Монтеверди (1607) заглавную роль создал тенор Франческо Рази.

В эпоху барокко ценились предельные вокальные диапазоны и орнаментика, для демонстрации которой наиболее подходили подвижные, высокие и эффектные голоса кастратов и сопрано. В итальянском оперном репертуаре той эпохи партии юных героев исполняли кастраты, тогда как тенорам и баритонам предназначались второстепенные роли: пожилых (отцы, цари), отрицательных или комических персонажей (в частности, прислуги). При этом четкой границы между тенорами и баритонами ещё не проводилось, что позволяет говорить о существовании категории баритенора. Изредка итальянский тенор XVIII века мог исполнить главную роль в опере-буффа со сниженным, драматичным сюжетом. Во французском репертуаре того времени царили теноры, способные петь высоким, альтовым голосом, — от-контры. 
По мере укоренения просвещенческих взглядов публика конца XVIII века стала ценить естественные мужские голоса. С наступлением классицизма Глюк и особенно Моцарт стали создавать ведущие оперные партии для исполнения тенорами (например, Тамино в «Волшебной флейте»). Лишь спустя почти полвека, к началу 1830-х годов, образовалась чёткая тесситурная грань между тенором и баритоном. Весь предшествующий период многие теноры (например, Мануэль Гарсиа и Андреа Нодзари) совмещали в рабочем репертуаре как теноровые, так и баритоновые партии. 

В первой трети XIX века героические оперные партии по-прежнему предназначались для очень высоких, по современным понятиям, мужских голосов. Так, в неаполитанских операх Россини роли положительных героев обычно исполнял контральтино Давид, который благодаря использованию усиленного фальцета брал столь высокие ноты, которые были под силу только кастратам. Последним представителем этой традиции высокого, сладкозвучного, несколько женоподобного тенорового пения был Дж. Б. Рубини, с которым предпочитал сотрудничать композитор Беллини. Для баритенора в то время предназначались роли персонажей пожилых, отрицательных или склонных к импульсивному насилию (например, Отелло). 
В начале 1830-х годов Жильбер Дюпре, изучив исполнительскую технику баритонального тенора Доменико Донцелли, которого отличали мужественная, акцентированная дикция и мощный голос, инициировал вокальную революцию, которая способствовала отмиранию традиции вокальной орнаменталистики, или бельканто. Он стал использовать грудной голос (вместо головного регистра) для достижения высоких грудных «до», способных при необходимости перекрыть звучание самого обширного окрестра (подробнее см. falsettone). Такие «королевские» ноты давали мощный, драматичный и резонирующий звук, который вызывал восхищение у публики эпохи романтизма; оттого они стали визитной карточкой романтического тенора.
Открытие Дюпре позволило перейти от бельканто (орнаментального стиля пения, требовавшего большой подвижности голоса) к более могучему, мужественному и эмоционально напряжённому вокальному стилю, соответствовавшему страстям и грандиозности французских «больших опер», вагнеровских драм и вердиевского репертуара. Переломным в истории тенорового исполнительства стал 1835 год: если в январе (премьера «Пуритан») Беллини требует от тенора запредельно высоких нот (например, соль⁵), что значило использование головного регистра, то в сентябре (премьера «Лючии ди Ламмермур») Доницетти предлагает тенору (в его случае — Дюпре) петь грудью в той тесситуре, которая остаётся неизменной и в начале XXI века.
Современная теноровая тесситура (применительно к итальянскому и французскому репертуару) была установлена в операх Доницетти последних десяти лет его творчества. После пересмотра вокально-регистровой иерархии в 1830-е годы партии, которые писались для теноров новой формации, имели «одно-два высоких до в кульминации, а верхняя граница рабочего диапазона обычно не превышала соль первой октавы». Певцы отныне не могли работать в высокой тесситуре, доступной тенорам предыдущих поколений, что породило сложности с исполнением партий в операх Россини, которые удалось решить только в самом конце XX века.

## Разновидности
- Тенор-альтино — высокий голос, обладающий светлым тембром и звонкими верхними нотами. В отличие от более высокого голоса — контратенора — обычно лишён женоподобия.
- Лирический тенор — голос мягкого, серебристого тембра, обладающий подвижностью, а также большой певучестью звука. Наиболее лёгкая разновидность (иногда выделяется в самостоятельную категорию[8][9]) — tenore di grazia (колоратурный тенор, россиниевский тенор, leggero).
- Лирико-драматический тенор (меццо-характерный тенор[10], spinto[11]) — исполняет партии лирического и драматического репертуара. По силе звука, по драматизму выражения лирико-драматический тенор уступает драматическому, но превосходит весом (особенно в верхнем регистре) обычного лирического тенора.
- Драматический тенор — голос большой силы с ярким тембром. Иногда по густоте и насыщенности звучания драматический тенор можно принять за лирический баритон. Наиболее мощная разновидность (иногда выделяется в самостоятельную категорию[12]) — героический тенор (итал. tenore di forza); применительно к немецкому репертуару именуется также вагнеровским тенором (нем. Heldentenor).
- Баритональный тенор — имеет теноровый тембр в совокупности с диапазоном баритона. Например, Майкл Спайерз исполняет как теноровые, так и баритональные партии, при этом называет себя баритенором.

В связи с упором современной вокальной подготовки на универсальность, разделение между лирическими и драматическими тенорами становится менее выраженным. Также известны случаи, когда лирический тенор постепенно эволюционирует в драматического, как произошло с Карузо. К примеру, Йонас Кауфман за свою карьеру исполнял теноровые партии от самых лёгких (Тамино в «Волшебной флейте», Родольфо в «Богеме») до самых драматичных («Отелло» Верди, вагнеровский Тристан).
Современная классификация теноров сложилась в начале эпохи романтизма (приблизительно в 1840-е годы). В конце XVIII века тенора подразделялись на такие типы, как тенор-буффо (голос небольшого объёма и веса, комические роли), тенор-серио (более мощный голос, трагические роли в опере-сериа: В. Адамбергер, А. Раафф и др.), баритенор (преимущественно партии отцов, наставников и соперников главного героя).
В 1810-е и 1820-е годы для исполнения героических партий наиболее востребован был тенор-контральтино — высокий, лёгкий теноровый голос с диапазоном и тембром, близким к альту («мужской контральто»), нередко поднимавшийся выше верхнего «до». Верхние ноты исполнялись преимущественно в головном регистре («усиленным фальцетом»), с акцентом на подвижность и мягкость звучания, а не на мощь.

## Репертуар
С начала XIX века теноры обычно исполняли в операх, особенно итальянских, главные мужские роли (часто героического плана). За пределами Италии композиторы более равномерно распределяли внимание между обладателями разных голосов, акцентируя ансамблевые сцены и чаще работая с голосами более низких регистров. Соответственно, наиболее общеизвестные, хрестоматийные арии тенорового репертуара написаны на итальянском языке: для эпохи бельканто — это романс Неморино, для вердиевского репертуара — ария герцога из «Риголетто» (La donna è mobile), для веристского репертуара — арии из опер Пуччини: E lucevan le stelle (ария Каварадосси) и Nessun dorma (ария Калафа).
- Бизе: Хозе («Кармен»), Надир («Искатели жемчуга»), Смит («Пертская красавица»)
- Бородин: Владимир Игоревич («Князь Игорь»)
- Вагнер: Эрик («Летучий Голландец»), Тангейзер («Тангейзер»), Лоэнгрин («Лоэнгрин»), Тристан («Тристан и Изольда»), Логе («Золото Рейна»), Зигмунд («Валькирия»), Зигфрид («Зигфрид», «Гибель богов»), Парсифаль («Парсифаль»), Вальтер фон Штольцинг («Нюрнбергские мейстерзингеры»).
- Верди: Герцог («Риголетто»), Манрико («Трубадур»), Альфред («Травиата»), Ричард, граф Уорик («Бал-маскарад»), Радамес («Аида»), Отелло («Отелло»)
- Глинка: Богдан Собинин («Жизнь за царя»), Финн, Боян («Руслан и Людмила»)
- Гуно: Фауст («Фауст»)
- Даргомыжский: Князь («Русалка»), Дон Жуан («Каменный гость»)
- Леонкавалло: Канио («Паяцы»)
- Мусоргский: Самозванец, Шуйский, Юродивый («Борис Годунов»), Андрей Хованский, Голицын («Хованщина»)
- Прокофьев: Принц («Любовь к трём апельсинам»)
- Пуччини: Рудольф («Богема»), Каварадосси («Тоска»), Пинкертон («Мадам Баттерфляй»), принц Калаф («Турандот»)
- Римский-Корсаков: Михайло Туча («Псковитянка»), Левко («Майская ночь»), Берендей («Снегурочка»), Вакула («Ночь перед Рождеством»), Садко, Индийский гость («Садко»), Моцарт («Моцарт и Сальери»), Иван Лыков («Царская невеста»), Гвидон («Сказка о царе Салтане»), Кащей («Кащей Бессмертный»), Гришка Кутерьма («Сказание о невидимом граде Китеже и деве Февронии»), Звездочёт («Золотой петушок»)
- Россини: граф Альмавива («Севильский цирюльник»)
- Рубинштейн: Синодал («Демон»)
- Стравинский: Том Рейкуэлл («Похождения повесы»)
- Чайковский: Ленский («Евгений Онегин»), Вакула («Черевички»), Герман («Пиковая дама»), Водемон («Иоланта»)
- Шостакович: Сергей («Леди Макбет Мценского уезда»)

- Фредди (Ф. Лоу «Моя прекрасная леди»)
- Рауль (Э. Л. Уэббер «Призрак оперы»)
- Призрак (Э. Л. Уэббер «Призрак оперы»)
- Радамес и Зосер (Э. Джон «Аида»)
- Феб и Гренгуар (Р. Коччанте «Notre Dame de Paris»)
- Зигги и Джонни Рокфор (М. Берже «Стармания»)
- Федерико/Фернандо (А. Рыбников «Юнона и Авось»)